# Vireo huttoni
Vireo huttoni là một loài chim trong họ Vireonidae.